# 岩原明生
岩原 明生（いわはら あきお、1975年11月3日 - ）は、日本の俳優。宮城県出身。夢工房所属。

## 出演

### 映画
- ちいさな恋のものがたり（2008年、Surfrider Inc.）
- 次郎長三国志（2008年、角川映画）
- 鈍獣（2009年、ギャガ）
- デッドボール（2010年）
- BRAVE HEARTS 海猿（2012年、東宝）
- 悪の教典（2012年、東宝） - 高塚陽二

### テレビドラマ
- 火曜サスペンス劇場 親父（2002年、日本テレビ）※デビュー作[1]
- はぐれ刑事純情派 第16シリーズ 第4話「わが子を叱れない！ 殺意の家族写真」（2003年、テレビ朝日） - 福田敦
- 世直し順庵!人情剣（2005年、テレビ朝日）
- 天国の樹（2006年、BSフジ）
- 怪談新耳袋 絶叫編 左 黒い男たち（2007年、BS-i） - 松山明
- 上海タイフーン（2008年、NHK）
- 恋のから騒ぎ ドラマスペシャル 〜Love StoriesV〜 第1弾「金星から来た女」（2008年、日本テレビ）
- その男、副署長 season3 第10話「14年ぶりに帰ってきた殺人者は、なぜ自分の指紋が付いた婚約指輪を新聞社に送りつけてきたのか？」（2009年、テレビ朝日） - 法規原保
- おじいちゃんは25歳（2010年、TBS）

### テレビ番組
- 未来創造堂（日本テレビ）

### 舞台
- 剣客商売「深川十万坪」 - 川合玄蔵

### CM
- ケータイ まんが王国
- アサヒ飲料 WONDA